# The Magician's Land
The Magician's Land è un romanzo fantasy di Lev Grossman, pubblicato nel 2014 da Viking Adult, è il sequel di Il re mago ed è il terzo e ultimo libro della trilogia di Grossman The Magicians. Il libro originale è in inglese, è stato tradotto in varie lingue, ma non ancora in italiano.
Il romanzo continua nella narrazione delle vicende del mago Quentin Coldwater, intrecciandola con la storia di molti dei suoi amici, che cercano di salvare il regno magico di Fillory. 
Dai romanzi sono state tratte una serie televisiva intitolata The Magicians e una graphic novel intitolata The Magicians: Alice's Story, esistono anche altri cinque fumetti in lingua inglese intitolati The Magician's 1, 2, 3, 4, 5, creati da Lilah Sturges,
Lev Grossman e Pius Bak.

## Trama
Dopo essere stato espulso dal magico regno di Fillory, il mago Quentin Coldwater ritorna nella sua alma mater, il magico college di Brakebills, come nuovo professore. Lì gli viene finalmente data una disciplina, la riparazione di piccoli oggetti, dopo l'insegnamento trascorre il suo tempo libero studiando un antico incantesimo trovato nei suoi viaggi attraverso Neppuria, lo spazio magico tra i mondi. 
Verso la fine del suo primo semestre, salva una studentessa, Plum (una discendente dei Chatwin) dalle conseguenze di uno scherzo magico andato storto, che rivela a Quentin che Alice, ora una niffin (uno spirito maligno di pura magia), è ancora viva. Il preside della scuola espelle Plum per lo scherzo e licenzia Quentin per non aver seguito il protocollo. Per esigenze economiche Quentin e Plum si uniscono a una banda di maghi ladri guidati da un uccello parlante, che intende rubare una misteriosa valigia. Vengono interrotti durante la rapina da un gruppo concorrente di ladri dalle mani d'oro traslucide; ne scaturiscono un inseguimento e una battaglia, dopo la quale i sopravvissuti si dividono il contenuto della valigia.
Betsy rivela di essere in realtà Asmodeus, un'amica di Julia e s'impossessa del coltello del quale ha bisogno per uccidere Reynard la Volpe. Quentin e Plum prendono il libro, un manoscritto con le memorie di Rupert Chatwin, scritto per narrare la sua versione dei fatti, durante la seconda guerra mondiale, prima di morire. Racconta della vita in Cornovaglia nella casa della zia e di come lui e i suoi fratelli hanno scoperto e abitato Fillory, e poi di quando ha accompagnato Martin, il quale vende la sua umanità a Umber per poter rimanere a Fillory in eterno.
Nel frattempo a Fillory, Eliot e Janet appendono da Ember, il dio ariete fratello di Umber, che il regno magico sta morendo. Dopo che Eliot parte per la Terra, Janet, Josh e Poppy continuano a cercare risposte nel castello nascosto Guglie Nere, la versione oscura di Castel Gugliebianche (dopo aver ricevuto un indizio dal libro di Rupert inviato da Eliot) dove trovano Umber, e lo affrontano proprio mentre inizia un'apocalisse. A New York, Quentin e Plum usano un incantesimo contenuto nel libro di Rupert per creare una nuova terra magica, ma, mancando un ingrediente, l'incantesimo va storto e crea un inquietante duplicato speculare della loro casa, un ambiente più tetro in cui Alice è intrappolata. Nel frattempo Eliot arriva da Fillory per condividere la propria preoccupazione per il pericolo che quel regno sta correndo. Intanto Quentin fa entrare Alice nel mondo reale e usa un incantesimo per riportarla alla sua forma umana. Inizialmente Alice è furiosa per essere stata resa nuovamente umana, poco a poco si calma e racconta a Quentin, Eliot e Plum dei suoi viaggi da niffin, tra cui il ritorno agli albori di Fillory, quando una dea tigre si sacrifica per dare vita a Ember, Umber e alla stessa Fillory.
Quentin gradualmente e lentamente inizia a riconciliarsi con Alice e la convince a viaggiare per Neppuria con loro. Qui, Quentin, Plum, Eliot e Alice incontrano il loro ex compagno di classe Penny, ora un potente bibliotecario dalle mani d'oro traslucide, che inizialmente è un po' ostile e vuole punire Quentin per l'uso della pagina del libro, poi dopo uno scontro nel quale Alice gli dà un pugno in faccia, decide di mostrar loro la stanza dei libri di Fillory. In prossimità della fonte magica incontrano Janet, Josh e Poppy in fuga dall'apocalisse che ha investito Fillory, ormai prossima alla fine. Quentin e Alice si rifiutano di arrendersi e tornano al mondo morente. Arrivano appena in tempo, Quentin, imitando l'inizio di Fillory, sacrifica Ember e Umber per assumere il loro potere, bloccare la distruzione e ricostruirla. Quando il lavoro è finito, rinuncia al potere divino e Julia, ora semidea e regina delle driadi, lo ricompensa con un breve tour del Lato Lontano di Fillory, dove gli viene dato un baccello di semi dal Giardino Annegato (l'ingrediente che mancava per la creazione di un nuovo mondo).
Eliot, Janet, Josh e Poppy che sono sovrani di Fillory, fanno ritorno a Fillory per continuare nell'opera di ricostruzione del castello e del regno, Plum si è unita a loro per vivere delle nuove avventure e magari conoscere finalmente la bisnonna Jane Chatwin.
Quentin ritorna con Alice a New York e ritenta con successo l'incantesimo per creare un nuovo mondo magico, questa volta con il baccello di semi, cosicché lui e Alice si dirigono nella nuova terra da esplorare e quando incontrano il "cavallo accogliente" scoprono che il loro nuovo mondo è collegato sia alla Terra sia a Fillory. Con sorpresa di Quentin, il grande cavallo fatto di stoffa che è stato descritto nella serie di libri Fillory and further, esiste veramente e dopo esserci saliti in groppa, lui e Alice volano via assieme.

## Personaggi principali
- Quentin Makepeace Coldwater — il protagonista del romanzo. All'inizio del romanzo, è stato espulso da Fillory e si avvicina ai 30 anni.
- Plum Purchas — studentessa espulsa da Brakebills è l'ultima discendente vivente dei Chatwins.
- Eliot Waugh — Re Supremo di Fillory, ed ex compagno di classe di Quentin.
- Janet — Regina Suprema di Fillory, ed ex compagna di classe di Quentin.
- Alice Quinn — all'inizio del romanzo, Alice è un niffin, uno spirito di pura magia. È l'ex ragazza di Quentin, e viene riportata da lui in forma umana, andrà con lui nel muovo mondo.
- Josh Hoberman — re di Fillory, marito di Poppy ed ex compagno di classe di Quentin.
- Poppy — maga australiana, regina di Fillory, moglie di Josh, in attesa di un figlio.
- Julia Wicker — regina delle driadi, una semidea, amica d'infanzia di Quentin, Julia vive nella parte lontana di Fillory.

## Ambientazione
Il primo libro si svolge inizialmente all'interno di Brakebills, l'istituzione principale per lo studio della magia in Nord America, nascosto nel bel mezzo di New York. L'ammissione è estremamente selettiva e non sono gli studenti a richiedere di essere ammessi, ma è la scuola a invitarli: se falliscono l'esame la loro memoria viene cancellata. All'interno del campus si trovano delle case all'interno delle quali gli studenti vivono divisi per discipline: le case delle discipline sono nascoste agli studenti che non vi appartengono.. Gli studenti inoltre passano un intero semestre in una succursale della scuola chiamata Brakebills Sud che si trova in Antartide ed è gestita dal professor Mayakovsky.
Il secondo libro si svolge principalmente a Fillory, la magica terra creata dagli Dei Amber e Umber e l'ambientazione delle serie di romanzi di Christopher Plover amata da Quentin. Il nome Fillory è usato sia per descrivere la terra sia una delle monarchie presenti. Fillory deve essere governata da quattro figli della Terra di cui metà femmine e metà maschi che risiedono a castel Guglie-bianche.
Il terzo libro si svolge per una delle trame che vede impegnati Quentin e Plum, principalmente negli Stati Uniti, tra Brakebills, New York e il Connecticut, per l'altra trama intrecciata, che vede coinvolti Eliot, Janet, Josh e Poppy si svolge principalmente a Fillory. Quando riappare Alice, assieme a Quentin creeranno un nuovo mondo connesso sia con Fillory sia con la Terra.

## La stesura
Lev Grossman ha cominciato a scrivere la trilogia nel 1996, durante i suoi anni di studio a Yale mentre avrebbe dovuto prepararsi per gli esami. Ha scritto pochi capitoli e poi ha lasciato perdere fino al 2004, anno in cui ha cominciato nuovamente a lavorarci. Una volta che ebbe iniziato a guardare la storia come un adulto divenne consapevole di tutto ciò che gli altri autori di fantasy avevano scelto di non trattare e aveva deciso che sarebbe stato quello su cui avrebbe basato la sua storia.

## Riconoscimenti e giudizi sul libro
The Magicians Land ha ricevuto recensioni positive, con una valutazione di 4.2/5 su GoodReads. La recensione di The A.V. Club assegna alla novella una ‘A'-, affermando che "riesce a essere un finale soddisfacente per la serie, aggiungendo profondità e oscurità al mondo - magico e no - dei libri precedenti." The New York Times lo definisce un "romanzo riccamente immaginato e continuamente sorprendente", afferma che "è il libro più forte della trilogia di Grossman. Non solo offre una conclusione soddisfacente alle avventure di Quentin Coldwater, terrene e no, ma considera anche tematiche complesse sull'identità e sull'autostima, tanto profonde quanto divertenti.

## Edizioni
Edizione originale
- (EN) Lev Grossman, The Magician’s Land, New York, Viking, 2014.

## Opere derivate

### Serie televisiva
La Fox, nel 2011, propose la creazione di una serie TV ispirata alla saga, ma alla fine decise di non realizzarla. Nel 2014, Syfy produsse allora una prima stagione di 13 episodi, andata in onda a gennaio del 2016. La serie televisiva è distribuita in Italia da TimVision. La prima stagione è andata in onda dal 20 dicembre del 2016, la seconda stagione nel 2017, la terza stagione nel 2018, la quarta stagione nel 2019, la quinta e ultima stagione nel 2020.
La serie è prodotta da Michael London e Janice Williams e scritta da John McNamara e Sera Gamble. Nel cast sono presenti Jason Ralph nel ruolo di Quentin, Olivia Taylor Dudley nel ruolo di Alice, Hale Appleman nel ruolo di Eliot, Summer Bishil nel ruolo di Janet, Arjun Gupta come Wiliam, Stella Maeve come Julia e Rick Worthy nei panni del decano Fogg.

### Graphic novel
The Magicians: Alice's Story è un romanzo grafico scritto da Lilah Sturges e illustrato con i disegni di Pius Bak, ambientato nel mondo di il mago. Pubblicato nel luglio del 2019 dalla casa editrice Boom!Studios, è ancora inedito in Italia.
The Magicians racconta gli eventi di Il mago attraverso la prospettiva di Alice Quinn prima di frequentare Brakebills e d'imbarcarsi nel viaggio per Fillory. Sono presenti anche personaggi assenti o solamente citati nel libro, come Stephanie e Daniel Quinn, i genitori di Alice, nonché Charlie, il fratello di Alice che si è trasformato in un niffin durante i suoi anni di studio a Brakebills in seguito a un incantesimo concluso male.